# Súper Óvalo Chiapas
El Súper Óvalo Chiapas es una pista tri-oval en Berriozábal, Chiapas. El recinto tiene una capacidad para 17,000 personas. El óvalo tiene una longitud de 1,21 km. La configuración interna tiene 2,01 km)de longitud y 14 ° de peralte en los giros. El 12 de octubre de 2008 se inauguró el ovalo con una carrera de la NASCAR México Series.

## Trazado
La pista de carreras es un óvalo en forma de D de 1,21 km con una inclinación de 14° en el peralte. La pista se ejecuta en sentido contrario a las agujas del reloj. Este diseño es utilizado por NASCAR México Series, desde 2008 hasta 2015.
La configuración de la carretera principal tiene 2,01 km de longitud. A la salida de la curva 2, el diseño ingresa al infield y regresa antes de la curva 3. Este diseño se usó para LATAM Challenge Series en 2010.

## NASCAR México Series
El Súper Óvalo Chiapas es sede de la NASCAR México Series desde 2008, y fue sede en 2010 de la primera carrera nocturna de esta categoría.
| Temporada | Día              | Ganador              |
| --------- | ---------------- | -------------------- |
| 2008      | Octubre 12       | Antonio Pérez        |
| 2009      | Mayo 17          | Rogelio López        |
| 2009      | Noviembre 8      | Homero Richards      |
| 2010      | Mayo 22          | Germán Quiroga       |
| 2010      | Octubre 31       | José Luis Ramírez    |
| 2011      | Mayo 15          | Jorge Goeters        |
| 2012      | no se corrió     |                      |
| 2013      | Julio 13         | Rafael Martinez      |
| 2013      | Octubre 27       | José Luis Ramírez    |
| 2014      | April 13         | Daniel Suárez        |
| 2014      | Octubre 19       | Rúben Rovelo         |
| 2015      | 26 de abril      | Ruben Garcia         |
| 2015      | 22 de noviembre  | Rogelio López        |
| 2017      | 1 de octubre     | Abraham Calderón     |
| 2018      | 30 de septiembre | Irwin Vences         |
| 2019      | 5 de mayo        | Santiago Tovar       |
| 2021      | 23 de mayo       | Salvador de Alba Jr. |
| 2022      | 10 de abril      | Rogelio López        |
| 2023      | 26 de marzo      | Xavi Razo            |

## Problemas legales
Actualmente OSPE una empresa local que alegó la propiedad de la pista, pero en marzo de 2010 Ocesa a través de Promotracks tomó el control del Autódromo, debido a una deuda de 93 millones de pesos. Sin embargo, desde 2011, el sitio web de Promotracks está inactivo y la pista estuvo cerca del abandono.